# 9th Wonder
9th Wonder, pseudonimo di Patrick Douthit (Winston-Salem, 15 gennaio 1975), è un beatmaker e produttore di musica hip-hop statunitense.
Comincia la carriera da giovane, creando i primi beat con il suo gruppo Little Brother.
Considerato tra i beatmaker più apprezzati degli ultimi anni vanta collaborazione di artisti come Mary J. Blige, Jay-Z, Murs, Buckshot, Jean Grae, Destiny's Child e Kendrick Lamar.

## Biografia
Nella prima metà degli anni novanta, 9th Wonder lavora come DJ alla radio della North Carolina Central University, scuola da lui frequentata. 
Comincia così a conoscere autori e produttori, per i quali produce beat.
Un suo amico produttore lo porta a conoscere il programma Fruity Loops, meglio conosciuto come FL Studio, grazie al quale 9th Wonder si specializza nella produzione di beat commerciali.
Fonda in seguito con i compagni di scuola Phonte e Big Pooh il gruppo Little Brother, dove produce e arrangia le basi.
Dalla fine degli anni novanta decide di dedicarsi completamente alla produzione, viene così pubblicato dopo molto lavoro il remix dell'album di Nas God's Son, dove riprende tutte le tracce modificando la base musicale. L'album verrà poi chiamato God's Stepson per rendere omaggio al produttore originale.
Questo album, molto apprezzato anche dalla critica, segna il successo di 9th Wonder come produttore.
Nel 2009 9th Wonder ha fondato la casa discografica JAMLA. Gli artisti che ne fanno parte sono Big Remo, GQ, Rapsody, Skyzoo e Tyler Woods.

## Discografia

### Album
In studio
- 2005 – Dream Merchant Vol. 1
- 2007 – The Dream Merchant Vol. 2
- 2011 – The Wonder Years
- 2012 – Tutankhamen (Valley of the Kings)
- 2013 – Bladey Mae (Grandma's Blades)
- 2016 – Zion
- 2017 – Zion II
- 2018 – Zion III
- 2019 – Zion IV
- 2020 – Zion V
- 2021 – Zion VI
- 2022 - Zion VII
- 2023 - Zion VIII
- 2023 - Zion IX
- 2024 - Zion X

Con i Little Brother
- 2003 – The Listening
- 2005 – The Minstrel Show

Collaborativi
- 2003 – Shake N Beats (Instrumental LP) (con Spectac)
- 2003 – Legsclusives (con L.E.G.A.C.Y.)
- 2004 – Murs 3:16: The 9th Edition (con Murs)
- 2005 – Chemistry (con Buckshot)
- 2005 – Spirit of '94: Version 9.0 (con Kaze)
- 2005 – 9th Gate (con Access Immortal)
- 2006 – Murray's Revenge (con Murs)
- 2006 – Cloud 9: The 3 Day High (con Skyzoo)
- 2007 – Class is in Session (con Pete Rock)
- 2008 – The Formula (con Buckshot)
- 2008 – Jeanius (con Jean Grae)
- 2008 – Sweet Lord (con Murs)
- 2008 – The Corner of Spec & 9th (con Spectac)
- 2010 – Fornever (con Murs)
- 2010 – Death of a Pop Star (con David Banner)
- 2012 – The Solution (con Buckshot)
- 2012 – The Final Adventure (con Murs)
- 2013 – Where Do I Come From? (con Explicit)
- 2015 – Indie 500 (con Talib Kweli)
- 2015 – Brighter Daze (con Murs)
- 2017 – The Lost Tapes - EP (con Mr. Cheeks)

### Raccolte e album di remix
- 2003 – 9th Invented the Remix
- 2003 – God's Stepson - Nas (remix dell'album di Nas God's Son)
- 2004 – Black Is Back! - Jay-Z (remix di The Black Album di Jay-Z)
- 2005 – The Remix EP (remix delle canzoni degli Smif-N-Wessun)
- 2009 – Wonder Years – 9th Wonder Golden Years Remix LP
- 2010 – 9th's Opus –It's a Wonderful World Music Group Vol.1
- 2010 – 9th Invented the Remix...Again
- 2010 – Loose Joints
- 2010 – Food for Thought
- 2012 – Tutankhamen
- 2013 – Black American Gangster - Jay-Z (Remix di American Gangster di Jay-Z)
- 2014 – 9th Wonder Presents –Jamla Is the Squad
- 2018 – 9th Wonder Presents –Jamla Is the Squad II

### Mixtapes collaborativi
- 2006 – Battle of the Beats Round 1–2 (con The Alchemist & DJ E.Nyce)
- 2007 – 9th Year Freshman (con CHOPS)
- 2007 – The Graduate (con Kanye West, Mick Boogie & Terry Urban)
- 2008 – The W.ide W.Orld of W.Rap (con E.Ness)
- 2008 – Album Mixtape Volume One (con Cans)
- 2008 – 9 Wonders (NYOIL verses 9th Wonder) (con NYOIL)
- 2009 – The R&B Sensation Mixtape (con Tyler Woods)
- 2009 – Back to the Feature (con Wale & LRG)
- 2009 – The Hardy Boy Mystery Mixtape –Curse of Thee Green Faceded (con Thee Tom Hardy & Don Cannon)
- 2010 – To Hanes Mall (con Akello Light)
- 2010 – Album Mixtape Part 2 (con Cans)
- 2010 – The (Free)EP (con Actual Proof)
- 2011 – TP is my Hero (con TP)
- 2012 – Hanes Mall 2 –Silas Creek Parkway EP (con Akello Light)

### Singoli prodotti
- 2003 – "Church" - De La Soul con Spike Lee (The Grind Date)
- 2003 – "Threat" - Jay-Z (The Black Album)
- 2004 – Sleepers - Rapper Big Pooh (prodotti 6 dei 14 brani)
- 2004 – "Supa Love", "Don't Rush Me" - Jean Grae (This Week)
- 2004 – "Good Ol' Love" - Masta Ace (A Long Hot Summer)
- 2004 – "Illuminate Part 1" (con Vursatyl) - Lightheaded (Never Square)
- 2004 – "I See Now" - Consequence (Take 'Em to the Cleaners)
- 2004 – "Girl", "Is She The Reason", "Free", "Game Over" - Destiny's Child (Destiny Fulfilled)
- 2005 – The Ripple Effect - Splash (prodotti 7 dei 14 brani)
- 2005 – Project Mayhem - L.E.G.A.C.Y. (prodotti 11 dei 19 brani)
- 2005 – "Good Woman Down" - Mary J. Blige (The Breakthrough)
- 2005 – "22 Years" - Termanology (Out the Gate)
- 2005 – "Heartburn" - Sean Price (Monkey Barz)
- 2005 – "Smoke the Pain Away", "Alright" - Memphis Bleek (534)
- 2006 – "Dreams" - Saigon (The Return Of The Yardfather)
- 2006 – "Live from Amsterdam" - Memphis Bleek
- 2006 – Where's Calvin - Binky Fingers (prodotti 9 dei 15 brani)
- 2006 – Floe Almighty - Edgar Allen Floe (prodotti 5 dei 12 brani)
- 2006 – "Special" - Strange Fruit Project (The Healing)
- 2006 – "Here We Come", "Take a Look (In the Mirror)", "So Focused" - Boot Camp Clik (The Last Stand)
- 2006 – "One Night Stand" - Lloyd Banks (Rotten Apple)
- 2006 – "Instigator" - M.O.P. (Ghetto Warfare)
- 2007 – "Brooklyn In My Mind" - "Crooklyn Dodgers" singolo
- 2007 – "P-Body", "Violent", "You Already Know", "Let It Be Known" - Sean Price (Jesus Price Supastar)
- 2007 – "How Big is Your World?" - Median
- 2007 – "First They Love You" - Bishop Lamont con Prime and Indef (N*gger Noise)
- 2007 – "I Just Want the Money" (ft. Bokey) - Bishop Lamont (The Pope Mobile)
- 2007 – "I Need More" - Boot Camp Clik (Casualties of War)
- 2007 – "Breakin' My Heart" - Little Brother (Getback)
- 2007 – "Think Good Thoughts" - Aubrey Graham (con Phonte and Elzhi) ("Comeback Season")
- 2008 – "Cold Success" - Jay Z & Coldplay ("Viva La Hova")
- 2008 – "Honey" - Erykah Badu (New Amerykah Part I –The 4th World War)
- 2008 – "Be prepared" - Akrobatik con Little Brother (Absolute Value)
- 2008 – "Here We Go" - DJ K.O. con East e Silent Knight (Picture This)
- 2008 – "There You Go", "Water con Edgar Allen Floe & Lazurus" - Kooley High ("The Summer Sessions EP")
- 2008 – "Do the Right Thang" - Ludacris con Common e Spike Lee (Theater of the Mind)
- 2008 – "Left 4 Dead" - EPMD con Skyzoo (We Mean Business)
- 2008 – "I'm Innocent", "Love and Appreciate II", "Breakthrough" - MURS (Murs for President)
- 2009 – "Prove Myself", "Slows Jams/Relation" - Tyler Woods (The R&B Sensation)
- 2009 – "The Beautiful Decay" - Skyzoo
- 2010 – "20 Feet Tall" - Erykah Badu
- 2010 – "Entrapment" - Big Remo (prodotti 4 dei 16 brani)
- 2010 – "Fly Lullaby" - The Kid Daytona
- 2010 – "What Did I Do?" - David Banner